# Episodi di Shin Chan (2007)
Questi sono gli episodi della serie anime Shin Chan mandati originariamente in onda nel 2007. Tutti questi episodi non sono arrivati in Italia.
Ogni episodio è diviso in mini-episodi della durata di circa 10 minuti l'uno.

## Episodi
| Nº          | Titolo giapponese 「Kanji」 - Rōmaji | In onda           | In onda |
| Nº          | Titolo giapponese 「Kanji」 - Rōmaji | Giapponese        |         |
| 588         | 「みんなでアミアミだゾ」 - minnade amiami da zo 「自転車はどこ？だゾ」 - jitensha hadoko ? da zo | 12 gennaio 2007   |         |
| 589         | 「心配がイッパイだゾ」 - shinpai ga ippai da zo 「働く四郎さんを応援するゾ」 - hataraku shirō sanwo ōen suru zo | 19 gennaio 2007   |         |
| 590         | 「ふとんカバーを取り替えるゾ」 - futon kaba wo tori kae ru zo 「キライなものはキライだゾ」 - kirai namonoha kirai da zo | 26 gennaio 2007   |         |
| 591         | 「父ちゃんの出張をおいかけるゾ1」 - tōchan no shucchō wooikakeru zo 1 「父ちゃんの出張をおいかけるゾ2」 - tōchan no shucchō wooikakeru zo 2 | 2 febbraio 2007   |         |
| 592         | 「わすれられたお散歩だゾ」 - wasureraretao sanpo da zo 「初めてのおわかれだゾ」 - hajimete noowakareda zo | 9 febbraio 2007   |         |
| 593         | 「あ～した天気にするゾ」 - a ~ shita tenki nisuru zo 「むさえちゃんのヤキニクロードだゾ」 - musaechanno yakinikurodo da zo | 16 febbraio 2007  |         |
| 594         | 「いい湯だゾ」 - ii yu da zo 「マサオくんにはえちゃったゾ」 - masao kunnihaechatta zo | 23 febbraio 2007  |         |
| 595         | 「一家そろって発熱だゾ～むさえちゃんが看病するゾ～」 - ikka sorotte hatsunetsu da zo ~ musaechanga kanbyō suru zo ~ 「オラ流世界水泳だゾ」 - ora ryū sekai suiei da zo                                                                                  | 9 marzo 2007      |         |
| 596         | 「三日坊主かーちゃんだゾ」 - mikkabōzu ka chanda zo 「さがしものをなくしたゾ」 - sagashimonowonakushita zo | 16 marzo 2007     |         |
| Speciale 56 | 「クレヨンしんちゃん 伝説を呼ぶ 踊れ!アミーゴ!」 - Kureyon Shinchan - Densetsu o yobu - Odore! Amigo! | 20 aprile 2007    |         |
| Speciale 57 | 「ぼく野原シロのすけです１」 - boku nohara shironosuke desu 1 「ぼく野原シロのすけです２」 - boku nohara shironosuke desu 2 「ぼく野原シロのすけです３」 - boku nohara shironosuke desu 3 「ぼく野原シロのすけです４」 - boku nohara shironosuke desu 4 | 27 aprile 2007    |         |
| 597         | 「ひまわりのCMオーディションだゾ」 - himawarino cm odeishon da zo 「マサオくんをこっそり応援するゾ」 - masao kunwokossori ōen suru zo | 11 maggio 2007    |         |
| 598         | 「オラお寿司屋さんだゾ」 - ora o sushiya sanda zo 「幼稚園をお助けするゾ」 - yōchien woo tasuke suru zo | 18 maggio 2007    |         |
| 599         | 「幼稚園にニューフェイスだゾ 前編」 - yōchien ni nyufeisu da zo zenpen 「幼稚園にニューフェイスだゾ 後編」 - yōchien ni nyufeisu da zo kōhen | 25 maggio 2007    |         |
| 600         | 「ヒーローでおかたづけだゾ」 - hiro deokatadukeda zo 「あいちゃんとゴーカなおままごとだゾ」 - aichanto goka naomamagotoda zo | 1º giugno 2007    |         |
| 601         | 「オラがオラになった日だゾ」 - ora ga ora ninatta nichi da zo 「ご町内をパトロールするゾ」 - go chōnai wo patororu suru zo | 8 giugno 2007     |         |
| 602         | 「ひとりぼっちのオラだゾ」 - hitoribocchino ora da zo 「マッサージは疲れるゾ」 - massaji ha tsukare ru zo | 15 giugno 2007    |         |
| 603         | 「おとしものですよぉ！ だゾ」 - otoshimonodesuyoo! da zo 「ネネちゃんの一大事だゾ」 - nene channo ichidaiji da zo | 22 giugno 2007    |         |
| 604         | 「シュミを楽しむゾ」 - shumi wo tanoshi mu zo 「父ちゃんにプレゼントだゾ」 - tōchan ni purezento da zo | 6 giugno 2007     |         |
| 605         | 「宇宙飛行士になるゾ」 - uchūhikōshi ninaru zo 「夏といえば水泳大会だゾ」 - natsu toieba suieitaikai da zo | 13 giugno 2007    |         |
| 606         | 「紙袋はすっごく大事だゾ」 - kamibukuro hasuggoku daiji da zo 「オラんちのピーマンだゾ」 - ora nchino piman da zo | 20 giugno 2007    |         |
| 607         | 「涼しく過ごすゾ」 - suzushi ku sugo su zo 「なくなるお届け物だゾ」 - nakunaruo todoke mono da zo | 27 giugno 2007    |         |
| Speciale 58 | 「かき氷がキーンだゾ」 - Kakigōri ga kin dazo | 3 agosto 2007     |         |
| 608         | 「行列のできるドーナッツ屋さんだゾ」 - Gyōretsunodekiru dōnattsu-ya-san dazo「シロのしあわせだゾ」 - Shiro no shiawase dazo | 10 agosto 2007    |         |
| 609         | 「おもいスイカちゃんだゾ」 - Omoi suika-chan dazo「雨宿りしませませだゾ」 - Amayadori shimasemase dazo | 17 agosto 2007    |         |
| 610         | 「オラとカッパと夏のおわりだゾ」 - Ora to kappa to natsu no owari dazo | 31 agosto 2007    |         |
| 611         | 「九州のじいちゃんが来たゾ」 - Kyushu no jichan ga kita zo | 14 settembre 2007 |         |
| 612         | 「やる気になってみたゾ」 - Yaruki ni natte mita zo「今夜はバーベキューだゾ」 - Kon'ya wa babekyu dazo | 21 settembre 2007 |         |
| 613         | 「ゴルフで勝負だゾ」 - Gorufu de shōbu dazo「ケッサクを撮りまくるゾ」 - Kessaku o tori makuru zo | 26 ottobre 2007   |         |
| 614         | 「マッサージでくたくただゾ」 - Massāji de kutakuta dazo「イソーローにイソーローだゾ」 - Isōrō ni isōrō dazo | 2 novembre 2007   |         |
| 615         | 「日曜日のオランちだゾ」 - Nichiyōbi no oran chi dazo「ラッキーガールネネちゃんだゾ」 - Rakkīgāru Nene-chan dazo | 16 novembre 2007  |         |
| 616         | 「ハナカミ王子だゾ」 - Hanakami ōji dazo「アルバイトしてみたゾ」 - Arubaito shite mita zo | 30 novembre 2007  |         |
| Speciale 59 | 「野原四十郎」 - Nohara shijurō | 14 dicembre 2007  |         |